# 克魯赫利克 (盧漢斯克區)
48°18′43″N 39°8′35″E / 48.31194°N 39.14306°E
克魯赫利克（烏克蘭語：Круглик）是位於烏克蘭東部的村莊，由盧甘斯克州卢甘斯克区的盧圖希內市鎮負責管轄。該村始建於1950年，面積4.47平方公里，海拔高度237米，2001年人口660，人口密度每平方公里147.6人。